# Liste der Straßennamen von Frankfurt am Main/O

## Ob
Obere Burggasse, Nieder-Erlenbach
nach dem Herrenhaus Glauburg
Oberer Schafhofweg, Sachsenhausen
Nach dem ehemaligen Schaf- oder auch Sandhof, in dem die im Stadtwald weidenden Schafe bei Nacht untergebracht waren.
Oberfeldstraße, Praunheim
Zu Zeiten der Dreifelderwirtschaft lag ein Acker alle drei Jahre brach, d. h., er wurde nicht bewirtschaftet und konnte sich wieder erholen. Man teilte daher die Fluren ein in Ober-, Mittel- und Unterfeld.
Oberhöchstädter Weg, Praunheim
Oberhöchstadt, seit 1972 Stadtteil von Kronberg im Taunus (Hochtaunuskreis)
Oberlindau, Westend
Abgeleitet vom ehemaligen königlichen „Reichswald Lindau“, der nördlich der heutigen Bockenheimer Landstraße stand. Die Stadt erhielt diesen Wald um 1250 zum Lehen, die darauf stehenden Linden wurden, wie in Frankfurt nicht anders zu erwarten, nach und nach abgeholzt, erst zu Ackerland, dann zu Bauland gewandelt.
Obermühlgasse, Niederursel
nach der ehemaligen Obermühle am Urselbach, deren Mühlgebäude noch heute sichtbar sind, aber nicht mehr dem ursprünglichen Zweck dienen
Obernhainer Straße, Bornheim
Obernhain, seit 1972 Ortsteil von Wehrheim im Taunus (Hochtaunuskreis)
Oberschelder Weg, Heddernheim
Oberschelden, seit 1974 Stadtteil von Siegen.
Obertshäuser Weg, Fechenheim
Obertshausen, Stadt im Kreis Offenbach
Oberurseler Weg, Niederursel
Oberursel, Stadt im Hochtaunuskreis. Oberursel und Niederursel liegen beide am Urselbach, waren politisch aber nie eine Einheit.
Oberweid, Schwanheim
Vergleichbar der Erläuterung bei der Oberfeldstraße, ist auch hier die Dreifelderwirtschaft Urheber dieses Namens.

## Od
Odenwaldstraße, Niederrad
Der Odenwald, Mittelgebirge südlich von Darmstadt beginnend und bis Mosbach und Heidelberg reichend. Neben Hessen und Baden-Württemberg partizipieren auch die Bayern mit Orten wie Miltenberg und Amorbach am Odenwald.
Odina-Bott-Platz, Westend
Odina Bott (1923–2000), Stadtteilpolitikerin, Gründerin und Vorsitzende der Aktionsgemeinschaft Westend, die sich seit ca. 1970 für den Erhalt des wohnenswerten Westends einsetzte.
Odrellstraße, Bockenheim (1937–1945 Guaitastraße)
Dr. Leopold Odrell (1804–1884), Sohn des jüdischen Bankiers Isaac Abraham Oppenheim, Rechtsanwalt, stellte eine große Summe als Stipendien für Hochschulausbildung zur Verfügung.
- Stephan (1772–1848) und Luise von Guaita, Frankfurter Stifter (Stiftungen von 1846)
- Später wurde dem Stifterehepaar eine Guaitastraße in Ginnheim gewidmet.

## Oe
Oeder Weg, Nordend
führte zur Holzhausener- und Stalburger Oede, vulgo Oed genannt, weil dies damals Einödshöfe waren.
Oeserstraße, Nied
Dr. Rudolf Oeser (1858–1926), von 1922 bis 1924 Mitglied mehrerer Reichsregierungen des Deutschen Reiches, vor allem als Verkehrsminister. Von 1924 bis 1926 war Oeser Generaldirektor der Deutschen Reichsbahn. Da an dieser Straße das Ausbesserungswerk der Reichsbahn lag und die frühere Rödelheimer Straße nach der Eingemeindung 1928 nach Frankfurt umbenannt werden musste, entsann man sich der für die Bahnarbeiter wichtigen Persönlichkeit.
Oestricher Weg, Schwanheim
Oestrich, Stadtteil von Oestrich-Winkel im Rheingau-Taunus-Kreis

## Of – Ol
Offenbacher Landstraße, Sachsenhausen
Offenbach am Main, Stadt, mit Frankfurt in gegenseitiger Abneigung verbunden
Ohlengarten, Praunheim
nach der Familie Ohl aus Praunheim, die hier Gärten hatte und sehr angesehen war
Ohmstraße, Bockenheim
Georg Simon Ohm (1789–1854), deutscher Physiker. Als ohmsches Gesetz wird die Proportionalität zwischen Strom und Spannung in einem elektrischen Leiter bezeichnet, die Ohm im Frühjahr 1821 gefunden hatte. Die Proportionalitätskonstante wird als elektrischer Widerstand bezeichnet, dessen SI-Einheit das Ohm (Symbol Ω) ist.
Okrifteler Straße, Sindlingen
Okriftel, seit 1972 Stadtteil von Hattersheim am Main im Main-Taunus-Kreis
Olbrichstraße, Praunheim
Prof. Joseph Maria Olbrich (1867–1908), Architekt, gehörte der Darmstädter Künstlerkolonie an
Olof-Palme-Straße, Heddernheim
Olof Palme (1927–1986), schwedischer Sozialdemokrat und zweimaliger Premierminister Schwedens (1969–1976 und 1982–1986). Fiel einem bis heute noch nicht aufgeklärten Attentat zum Opfer.

## Op
Opernplatz, Innenstadt
Der Platz vor der Alten Oper gehört zu den schönsten Plätzen der Stadt. Das Opernhaus wurde 1880 erbaut und galt als eines der schönsten in Europa. 1944 durch Bomben zerstört, blieb es Ruine, ehe es 1981 als reines Konzerthaus wieder in altem Glanz erstand.
Oppauer Weg, Zeilsheim
Oppau ist ein Stadtteil von Ludwigshafen am Rhein, in dem die BASF 1913 ein weiteres Werk eröffnete. Dadurch wurde aus dem Bauerndorf eine Industriegemeinde, die, 1928 mit der Gemeinde Edigheim vereinigt, 1929 noch Stadtrechte erhielt. 1938 wurde Oppau-Edigheim nach Ludwigshafen eingemeindet.
Oppenheimer Landstraße, Oppenheimer Platz und Oppenheimer Straße, Sachsenhausen
Oppenheim am Rhein, in Rheinhessen zwischen Mainz und Worms gelegen, liegt im Landkreis Mainz-Bingen in Rheinland-Pfalz. Rheinhessen und somit auch Oppenheim gehörten von 1815 bis 1945 zu Hessen.

## Or
Oranienstraße, Heddernheim
nach dem Fürstengeschlecht Nassau-Oranien, das seit 1813 die niederländische Krone trägt. Oranien, franz. Orange, war eine Grafschaft, später ein Fürstentum im Rhônetal in Burgund/Bourgogne, das im Erbweg 1530 an Nassau-Dillenburg fiel. 1714 wurde es von Frankreich annektiert.
Orber Straße, Fechenheim
Bad Orb, Kurstadt im Main-Kinzig-Kreis
Ortenberger Straße, Bornheim
Ortenberg (Hessen), Stadt im Wetteraukreis
Orthstraße, Bornheim
Dr. Johann Philipp Orth (1698–1783) stiftete der Stadt ein Waisenhaus.

## Os
Oskar-Schindler-Straße, Bonames
Oskar Schindler (1908–1974), sudetendeutscher Industrieller, der während des Zweiten Weltkrieges etwa 1200 bei ihm angestellte jüdische Zwangsarbeiter vor der Ermordung in den Vernichtungslagern (Konzentrationslagern) des Nationalsozialismus bewahrte. Weltbekannt durch „Schindlers Liste“, einen Spielfilm von Steven Spielberg aus dem Jahr 1993.
Oskar-Sommer-Straße, Sachsenhausen
Oskar Sommer (1840–1894), Frankfurter Architekt, erbaute das Städel und die Frankfurter Wertpapierbörse.
Oskar-von-Miller-Straße, Ostend
Oskar von Miller (1855–1934), Ingenieur und Begründer des Deutschen Museums in seiner Heimatstadt München. Organisierte 1891 im Rahmen der Internationalen elektrotechnischen Ausstellung im Frankfurter Bahnhofsviertel eine Stromübertragung vom 176 Kilometer entfernten Lauffen bis nach Frankfurt.
Ossietzkystraße, Sachsenhausen
Carl von Ossietzky (1889–1938), deutscher Journalist, Schriftsteller und Pazifist. Wurde im Dritten Reich verhaftet und in ein Konzentrationslager geschickt. Erhielt 1936 rückwirkend den Friedensnobelpreis für das Jahr 1935, dessen persönliche Entgegennahme ihm jedoch von der nationalsozialistischen Regierung untersagt wurde. Starb 1938 an den Folgen seiner Tuberkulose-Krankheit.
Ostparkstraße, Ostend
Der Ostpark, an dem die Straße vorbeiführt, wurde von 1900 bis 1908 vom Gartenbaudirektor Carl Heicke als Volks- und Landschaftspark geschaffen.
Ostpreußenstraße, Bergen-Enkheim
Ostpreußen, bis 1945 preußische Provinz um Königsberg und Danzig, nach dem Zweiten Weltkrieg unter der Sowjetunion und Polen aufgeteilt. Heute im Wesentlichen die Oblast Kaliningrad, russische Exklave, bzw. die polnische Woiwodschaft Ermland-Masuren mit der Hauptstadt Allenstein (Olsztyn). Daneben das Litauen zugeschlagene ehemalige Memelland, heute Klaipėda. Die deutschsprachige Bevölkerung wurde praktisch komplett ausgesiedelt.
Oswaltstraße, Niederursel
Henry Oswalt (1849–1934), Stadtverordneter und Mitbegründer der Frankfurter Universität. Marie Oswalt (1863–1932), Vorsitzende des Vereins für Volkskindergärten.

## Ot
Ottilie-Wildermuth-Weg, Kalbach-Riedberg
Ottilie Wildermuth (1817–1877), deutsche Schriftstellerin und Jugendbuchautorin
Otto-Brenner-Straße, Sossenheim
Otto Brenner (1907–1972), deutscher Gewerkschafter und ehemaliger Vorsitzender der IG Metall
Otto-Ernst-Weg, Unterliederbach
Dr. Otto Ernst (1870–1936), Chemiker der Farbwerke Hoechst
Otto-Fleck-Schneise, Sachsenhausen
Otto Fleck (1868–1927), Oberforstmeister, machte sich um den Frankfurter Stadtwald verdient
Otto-Hahn-Platz, Sachsenhausen
Otto Hahn (1879–1968), in Frankfurt geborener Chemiker. Für seine Arbeiten zur Kernspaltung zeichnete die Schwedische Akademie Hahn 1944 mit dem Nobelpreis für Chemie aus, der ihm 1946 von König Gustav V. von Schweden überreicht werden konnte.
Otto-Horn-Straße, Schwanheim (Industriepark)
Prof. Otto Horn (1904–1991) war ab 1957 der erste Forschungsleiter der Hoechst AG und Mitbegründer der Kunststoffsparte (Markenname Hostalen) dieser Firma.
Otto-Loewe-Straße, Bockenheim
Dr. med. Otto Loewe (1878–1938), in Frankfurt geboren, musste als Jude 1933 seinen Posten als Chefarzt des Markus-Krankenhauses aufgeben. Kam bei der Reichspogromnacht 1938 unter ungeklärten Umständen ums Leben.
Otto-Meßmer-Straße, Ostend
Otto Meßmer (1858–1940) gründete 1886 in Frankfurt eine Filiale der in Baden-Baden ansässigen Kolonialwarenhandlung, die sich dann mit dem Handel und Verkauf von hochwertigem Tee befasste. Seit 1990 im Besitz der Ostfriesischen Teegesellschaft mit Sitz in Seevetal bei Hamburg.
Otto-Schott-Straße, Kalbach-Riedberg
Friedrich Otto Schott (1851–1935), deutscher Chemiker und Glastechniker. Zusammen mit Ernst Abbe sowie Roderich und Carl Zeiss gründete er das Jenaer Glaswerk Schott & Genossen, dessen bekanntestes Produkt das hitzebeständige Jenaer Glas wurde.
Ottostraße, Gallus
Kaiser Otto der Große (912–973) besuchte mehrfach die Frankfurter Pfalz.
Otzbergstraße, Niederrad
Otzberg, 367 m hoher Berg im Odenwald, bekrönt von der Veste Otzberg sowie gleichnamige Gemeinde im Landkreis Darmstadt-Dieburg

## Ou – Oz
Overbergstraße, Sossenheim
Bernhard Heinrich Overberg (1754–1828), auch Bernard Overberg geschrieben, katholischer Pfarrer und Pädagoge aus dem Münsterland, der mit seinen Ideen den damaligen Schulunterricht revolutionierte.